# روبرت أندرسون (لاعب كريكت أمريكي)
روبرت أندرسون (24 يوليو 1893 في الولايات المتحدة - ) (بالإنجليزية: Robert Anderson)‏ هو لاعب كريكت أمريكي. شارك مع منتخب الولايات المتحدة الوطني للكريكت. أما مع النوادي، فقد لعب مع Philadelphian cricket team ‏.

## وصلات خارجية
- روبرت أندرسون على موقع إي آس بي آن كريك إنفو (الإنجليزية)